# Trédarzec
Trédarzec [tʁedaʁzɛk] est une commune française située dans le département des Côtes-d'Armor, en région Bretagne.

## Géographie
La commune est située sur la rive est du Jaudy.
| Le Jaudy Plouguiel       |           | Kerbors          |
| Le Jaudy Tréguier        | Trédarzec | Pleumeur-Gautier |
| Le Jaudy Minihy-Tréguier | Troguéry  | Pouldouran       |

### Hydrographie
Pour un article plus général, voir Réseau hydrographique des Côtes-d'Armor.
La commune est située dans le bassin Loire-Bretagne. Elle est drainée par le Jaudy et le Moulin de Bizien,.
Le Jaudy, d'une longueur de 48 km, prend sa source dans la commune de Tréglamus et se jette  dans la Manche en limite de Plouguiel et de Kerbors, après avoir traversé 13 communes. 

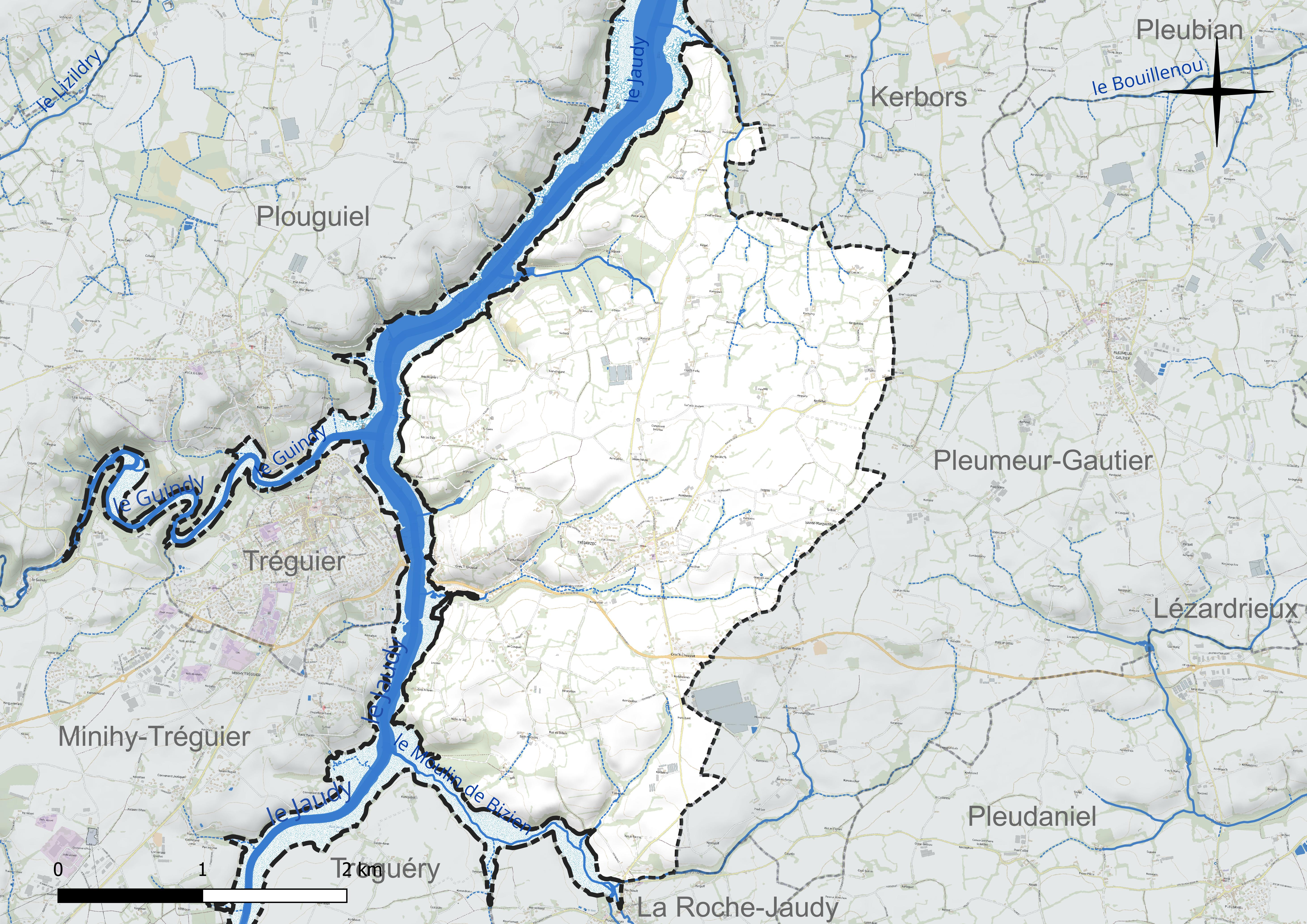
Réseau hydrographique de Trédarzec.

Le Moulin de Bizien, d'une longueur de 11 km, prend sa source dans la commune de Ploëzal et se jette  dans le Jaudy sur la commune et de Troguéry. 

### Climat
Pour des articles plus généraux, voir Climat de la Bretagne et Climat des Côtes-d'Armor.
En 2010, le climat de la commune est de type climat océanique franc, selon une étude du CNRS s'appuyant sur une série de données couvrant la période 1971-2000. En 2020, Météo-France publie une typologie des climats de la France métropolitaine dans laquelle la commune est exposée à un climat océanique et est dans la région climatique  Finistère nord, caractérisée par une pluviométrie élevée, des températures douces en hiver (6 °C), fraîches en été et des vents forts. Parallèlement l'observatoire de l'environnement en Bretagne publie en 2020 un zonage climatique de la région Bretagne, s'appuyant sur des données de Météo-France de 2009. La commune est, selon ce zonage, dans la zone « Littoral », exposée à un climat venté, avec des étés frais mais doux en hiver et des pluies moyennes.
Pour la période 1971-2000, la température annuelle moyenne est de 11,3 °C, avec  une amplitude thermique annuelle de 10,1 °C. Le cumul annuel moyen de précipitations est de 779 mm, avec 13,7 jours de précipitations en janvier et 6,9 jours en juillet. Pour la période 1991-2020, la température moyenne annuelle observée sur la station météorologique la plus proche, située sur la commune de La Roche-Jaudy à 6 km à vol d'oiseau, est de 11,8 °C et le cumul annuel moyen de précipitations est de 887,1 mm,. Pour l'avenir, les paramètres climatiques de la commune estimés pour 2050 selon différents scénarios d’émission de gaz à effet de serre sont consultables sur un site dédié publié par Météo-France en novembre 2022.

## Urbanisme

### Typologie
Au 1er janvier 2024, Trédarzec est catégorisée commune rurale à habitat dispersé, selon la nouvelle grille communale de densité à 7 niveaux définie par l'Insee en 2022.
Elle appartient à l'unité urbaine de Tréguier, une agglomération intra-départementale dont elle est une commune de la banlieue,. Par ailleurs la commune fait partie de l'aire d'attraction de Tréguier, dont elle est une commune de la couronne,. Cette aire, qui regroupe 2 communes, est catégorisée dans les aires de moins de 50 000 habitants,.
La commune, bordée par l'estuaire du Jaudy, est également une commune littorale au sens de la loi du 3 janvier 1986, dite loi littoral. Des dispositions spécifiques d’urbanisme s’y appliquent dès lors afin de préserver les espaces naturels, les sites, les paysages et l’équilibre écologique du littoral, tel le principe d'inconstructibilité, en dehors des espaces urbanisés, sur la bande littorale des 100 mètres, ou plus si le plan local d’urbanisme le prévoit.

### Occupation des sols
L'occupation des sols de la commune, telle qu'elle ressort de la base de données européenne d’occupation biophysique des sols Corine Land Cover (CLC), est marquée par l'importance des territoires agricoles (89,9 % en 2018), en diminution par rapport à 1990 (90,9 %). La répartition détaillée en 2018 est la suivante : 
terres arables (53,8 %), zones agricoles hétérogènes (36 %), zones urbanisées (5,1 %), eaux continentales (2,5 %), forêts (2,2 %), eaux maritimes (0,3 %). L'évolution de l’occupation des sols de la commune et de ses infrastructures peut être observée sur les différentes représentations cartographiques du territoire : la carte de Cassini (XVIIIe siècle), la carte d'état-major (1820-1866) et les cartes ou photos aériennes de l'IGN pour la période actuelle (1950 à aujourd'hui).

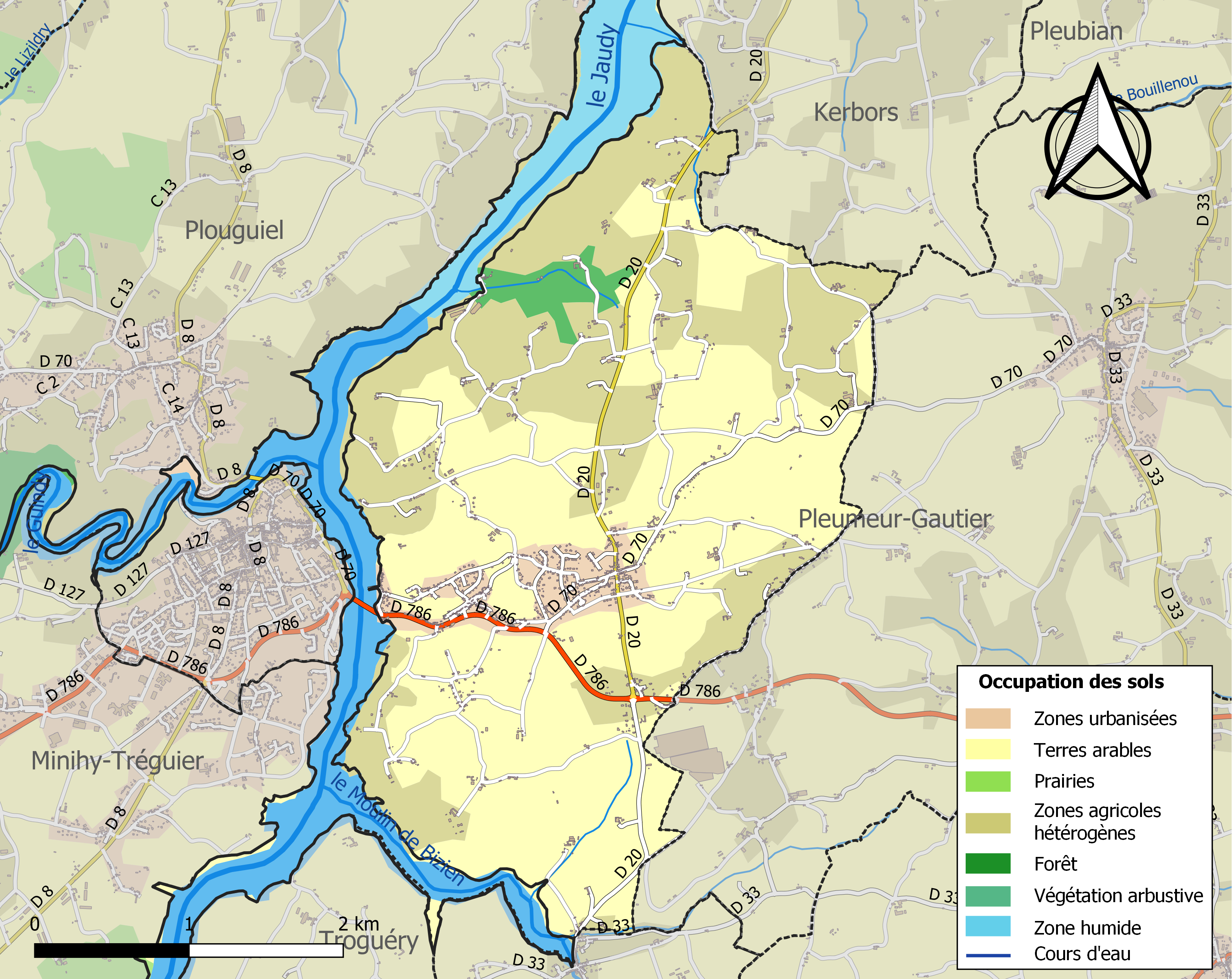
Carte des infrastructures et de l'occupation des sols de la commune en 2018 (CLC).

## Toponymie
Le nom de la localité est attesté sous les formes Tredarzec en 1330, Trederzaco en 1330, Trederzec en 1407, Tredarzec au XVe siècle.
Trédarzec vient de l’ancien breton treb (village) et de tarz (« éclat, fracas, crevasse, éruption, jaillissement »).

## Histoire

### Antiquité
Des débris de tuiles et de briques au village du Cosquer témoignent d'une occupation romaine du territoire.

### Moyen Âge
Saint Autrom (ou Vautrom), abbé d'origine irlandaise, se fixa à Trédarzec au haut Moyen Âge, on ignore quel siècle précisément. La chapelle Saint-Votrom lui est dédiée.
Trédarzec est mentionné comme paroisse dès 1330 dans le procès en canonisation de saint Yves sous les noms de Trederzacum, Tredarzacum ou Trédarzec.
La famille de Kerdérien fut une famille noble de Trédarzec

### Les Templiers et les Hospitaliers
Les Templiers vécurent au village du Cosquer et les Hospitaliers de l'ordre de Saint-Jean de Jérusalem y créèrent une léproserie.

### L'oratoire de Saint-Yves-de-Vérité
En raison du saccage de la cathédrale Saint-Tugdual de Tréguier en 1793, le culte de Saint-Yves-de-Vérité se déplaça dans la commune voisine de Trédarzec, au lieu-dit Pors-Bihan, où se trouvait un petit oratoire, dédié initialement à saint Sul (un saint inconnu, dont le nom provient sans doute d'un ancien culte solaire), patron de la paroisse.
« Lorsque l'on s'estimait victime d'une injustice, on allait trouver dans cet oratoire celui que l'on nommait Saint-Yves-de-Vérité ("Sant-Erwan-ar-Wirionez"), représentée ce lieu par sa statue. L'objectif était de vouer à la mort celui que l'on accusait d'un tort dont on n'avait pu obtenir réparation. (...) On faisait Saint-Yves-de-Vérité juge de la querelle., mais il fallait être sur de son bon droit. Si l'accusation était fausse, le sort se retournait contre l'accusateur qui séchait sur pied au bout de neuf mois ».
En 1879, sur ordre des autorités religieuses, le curé de Trédarzec fit abattre l'oratoire, afin de faire cesser ces pratiques impies. Les pierres de l' oratoire furent transportées en 1896 sur l'île Illiec et servirent à restaurer les maisons d'Ambroise Thomas, de Charles Lindbergh et de la famille Heidsieck. La statue de Saint-Yves-de-Vérité fut brûlée en 1920 au monastère des Augustines de Tréguier.

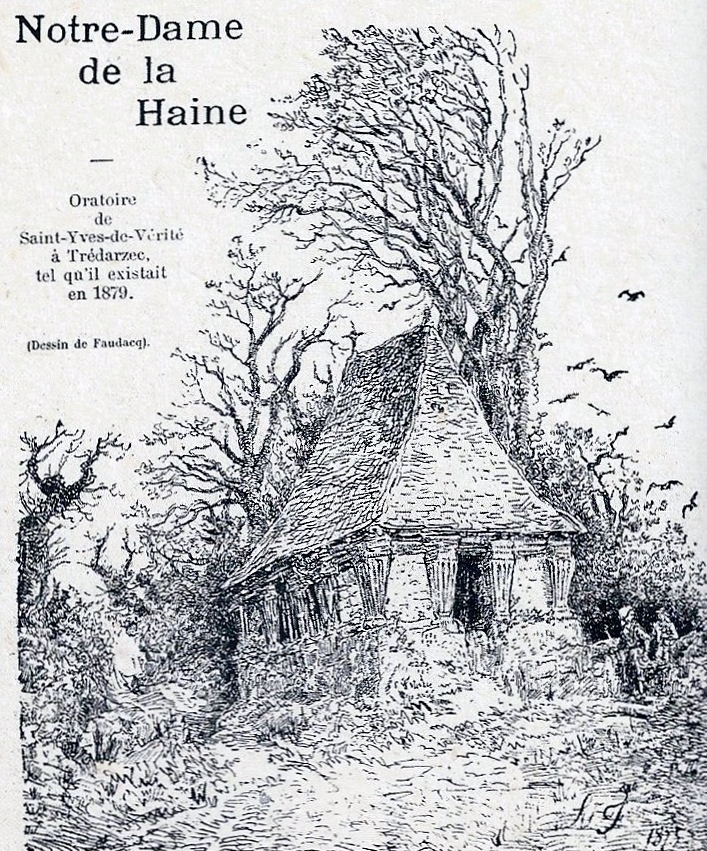
L'oratoire de Saint-Yves-de-Vérité à Trédarzec en 1879 (dessin de Louis-Marie Faudacq publié en 1909 dans Le Fureteur breton).

### LeXIXesiècle
Ernest Renan dans son ouvrage Souvenirs d'enfance et de jeunesse évoque le village de Trédarzec et le manoir de Kermelle qui en dépendait à travers le récit d'une histoire d'amour qui finit très tristement.
Il décrit le vieux noble qui habitait ce manoir vers le milieu du XIXe siècle : « Un beau vieillard, grand et vigoureux comme un jeune homme (…). Il portait les cheveux longs relevés par un peigne, et ne le laissait tombe que le dimanche quand il allait communier. Je le vois encore (…), sérieux, grave, un peu triste, car il était presque seul de son espèce. Cette petite noblesse de race avait disparu en grande partie ; les autres étaient venus se fixer à la ville depuis longtemps. Toute la contrée l'adorait. Il avait un banc à part à l'église ; chaque dimanche, on l'y voyait assis au premier rang des fidèles, avec son ancien costume et ses gants de cérémonie, qui lui montaient presque jusqu'au coude. Au moment de la communion, il prenait par le bas du chœur, dénouait ses cheveux, déposait ses gants sur une petite crédence préparée pour lui près du jubé, et traversait le chœur, seul, sans perdre une ligne de sa haute taille. Personne n'allait communier que quand il était de retour à sa place et qu'il avait achevé de remettre ses gantelets. Il était très pauvre, mais il le dissimulait par devoir d'état. (…) ».
On a souvent voulu voir le manoir du Carpont comme celui ayant servi de modèle à Renan. Cependant contrairement au récit, les propriétaires de ce manoir ne l'occupaient plus au moment présumé des faits. C'est probablement à la suite de la publication d'un conte d'Anatole Le Braz La maison du "Broyeur de lin" en 1901 qu'est née cette version. Le conteur se met en scène débarquant du bac de Pors-Bihan, cheminant au hasard et découvrant fortuitement, aidé par une laveuse, la demeure de l'homme au lin, celui à qui tout le pays était redevable de la prospérité née de la culture du lin qu'il avait initiée. Joseph Marie Fidèle Cillart, chevalier de Saint-Louis châtelain de Kerhir et y résidant dans la première moitié du XIXe siècle est proche par de nombreux aspects du personnage de Renan.

### LeXXesiècle

#### La Première Guerre mondiale
Le monument aux morts de Trédarzec porte les noms de 54 soldats et marins morts pour la France pendant la Première Guerre mondiale ; par exemple François Benech, marin mort lors du naufrage du cuirassé Bouvet le 18 mai 1915

#### La Seconde Guerre mondiale
Le monument aux morts de Trédarzec porte les noms de 18 personnes mortes pour la France pendant la Seconde Guerre mondiale ; parmi eux trois résistants : Jean André, déporté le 28 octobre 1943 depuis Compiègne vers Buchenwald, mort le 6 mars 1944 au camp de concentration de Dora ; Joseph L'Anthoen, déporté d'abord au camp de concentration de Natzweiler-Struthof, mort le 12 mars 1945 au camp de concentration de Buchenwald et Jean Le Peuch, mort au camp de concentration de Bergen-Belsen. Trois marins au moins : Yves Tréveur, premier maître à bord du chalutier armé Henri-Guégan, qui sauta sur une mine le 15 mai 1940 dans les bouches de l'Escaut ; Jean Le Rhun, matelot canonnier à bord du cuirassé Bretagne, victime de l'attaque anglaise de Mers el-Kébir le 3 juillet 1940 et Yves Lamezec, quartier-maître électricien à bord du chalutier armé Vikings des Forces navales françaises libres coulé le 16 avril 1942 au large de Saïda (Liban) par le sous-marin allemand U-81. Pierre Le Chalony, lieutenant au 155e régiment d'infanterie, fut tué à l'ennemi le 15 juin 1940 à Haudainville (Meuse) lors de la Débâcle.

#### L'après Seconde Guerre mondiale
Un soldat originaire de Trédarzec est mort pendant la guerre d'Indochine (Marcel Morvan) et deux pendant la guerre d'Algérie (E. Callennec et Jean Nicol). Deux autres sont morts pour la France, l'un en 1953 (René Terrien), l'autre en 1954 (René Derval), sans autre précision.

## Politique et administration

### Jumelages
- Marsaneix (Dordogne) (France) depuis 2015[35].
- Sanilhac (Dordogne) (France) depuis 2017[36].

## Démographie
L'évolution du nombre d'habitants est connue à travers les recensements de la population effectués dans la commune depuis 1793. Pour les communes de moins de 10 000 habitants, une enquête de recensement portant sur toute la population est réalisée tous les cinq ans, les populations de référence des années intermédiaires étant quant à elles estimées par interpolation ou extrapolation. Pour la commune, le premier recensement exhaustif entrant dans le cadre du nouveau dispositif a été réalisé en 2004.

En 2022, la commune comptait 1 069 habitants, en évolution de −1,2 % par rapport à 2016 (Côtes-d'Armor : +1,78 %, France hors Mayotte : +2,11 %).
| 1793  | 1800  | 1806  | 1821  | 1831  | 1836  | 1841  | 1846  | 1851  |
| ----- | ----- | ----- | ----- | ----- | ----- | ----- | ----- | ----- |
| 1 387 | 1 473 | 1 560 | 1 612 | 1 607 | 1 635 | 1 625 | 1 644 | 1 619 |

| 1856  | 1861  | 1866  | 1872  | 1876  | 1881  | 1886  | 1891  | 1896  |
| ----- | ----- | ----- | ----- | ----- | ----- | ----- | ----- | ----- |
| 1 553 | 1 578 | 1 566 | 1 645 | 1 639 | 1 624 | 1 512 | 1 427 | 1 411 |

| 1901  | 1906  | 1911  | 1921  | 1926  | 1931  | 1936  | 1946  | 1954  |
| ----- | ----- | ----- | ----- | ----- | ----- | ----- | ----- | ----- |
| 1 365 | 1 385 | 1 402 | 1 301 | 1 291 | 1 218 | 1 209 | 1 181 | 1 231 |

| 1962  | 1968  | 1975 | 1982  | 1990  | 1999 | 2004  | 2006  | 2009  |
| ----- | ----- | ---- | ----- | ----- | ---- | ----- | ----- | ----- |
| 1 191 | 1 128 | 997  | 1 058 | 1 023 | 999  | 1 056 | 1 073 | 1 117 |

| 2014  | 2019  | 2022  | - | - | - | - | - | - |
| ----- | ----- | ----- | - | - | - | - | - | - |
| 1 096 | 1 060 | 1 069 | - | - | - | - | - | - |

## Lieux et monuments

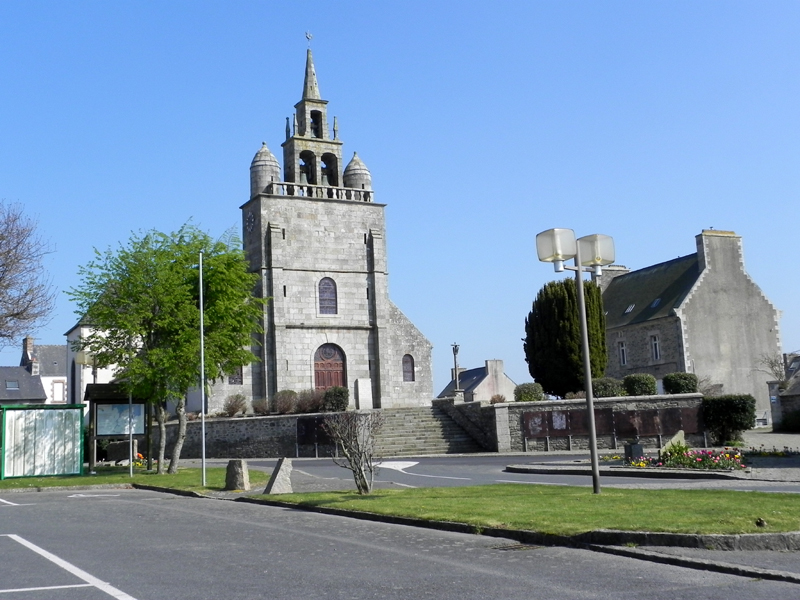
L'église Saint-Pierre.

- Les jardins de Kerdalo, sur la commune de Trédarzec, ont obtenu le label « Jardin remarquable » en 2005 et ont été inscrits à l'inventaire des monuments historiques en 2007.
- L'église Saint-Pierre.
- La chapelle Saint-Votrom[41].
- Le moulin à marée de Ty Nod (ancien moulin seigneurial)[42].
- Le manoir du Carpont  bâti au XVe siècle (auquel fait allusion Ernest Renan dans Souvenirs d'enfance et de jeunesse sous le nom de manoir de Kermelle)[43].

## Personnalités liées à la commune
- Jean Balcou (1932-2024), écrivain français.

### Liens externes

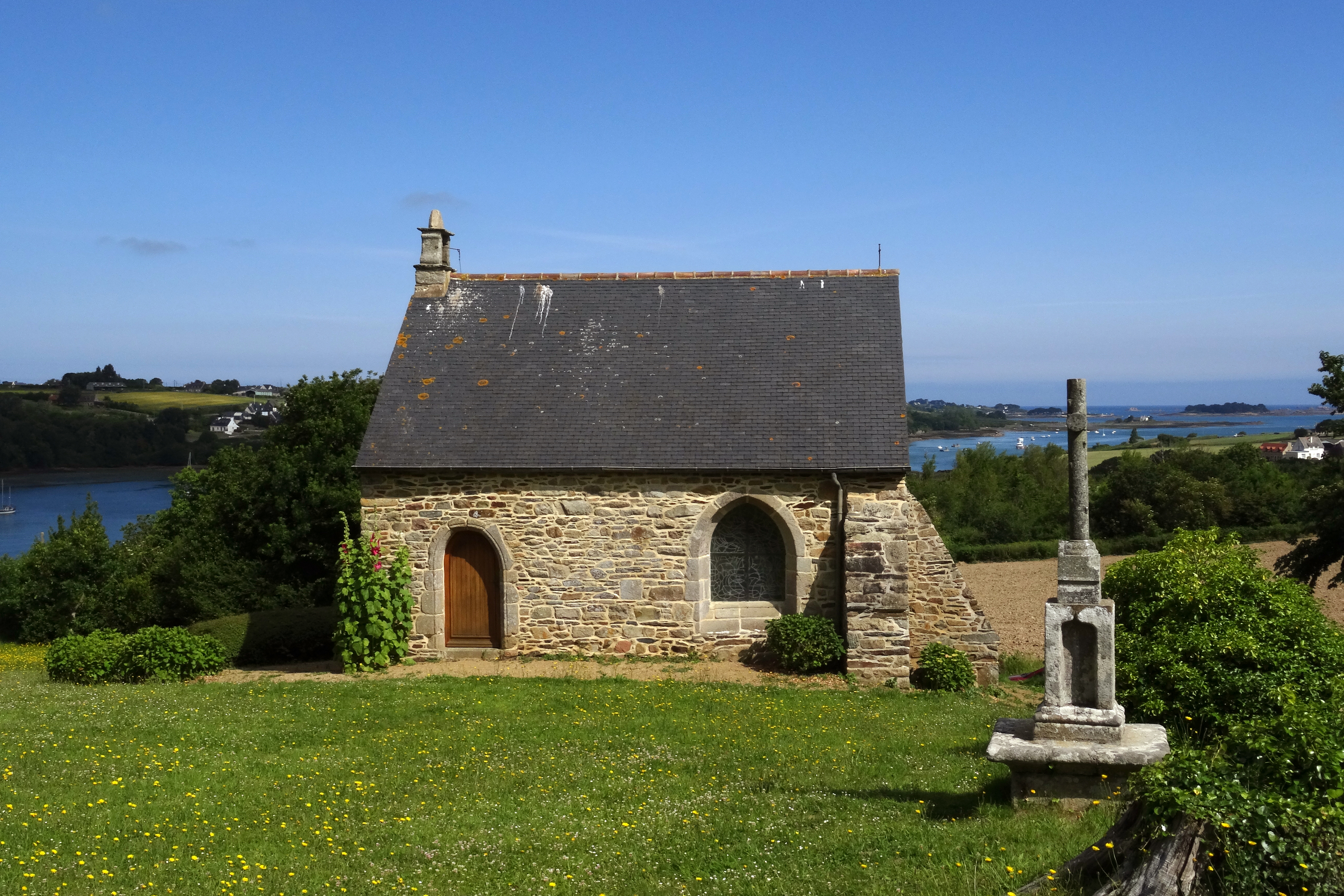
La chapelle Saint-Votrom